# 鰲峰山市鎮公園
鰲峰山市鎮公園位於臺中市清水區，又稱為鰲峰山公園、清水公園，是一座地貌豐富的自然景觀公園，也是臺中市海線地區民眾休閒遊憩的空間。
2014年6月，鰲峰山遊憩區觀景平台完工啟用，成為民眾觀賞台中港夜景之最佳去處。

## 園區設施
- 兒童遊戲場
- 自行車競技場
- 雕塑公園
- 風箏廣場
- 賞鳥區
- 史蹟保存區
- 亙古渦流廣場
- 清水鬼洞
- 鰲峰山遊憩區觀景平台及步道
- 臺中市養護工程處（海線工程隊）

## 交通
自行開車
- 國道一號：大雅交流道下，往大雅方向行駛至中航路右轉。
- 國道三號：沙鹿交流道下，往大雅方向並左轉中航路。
- 台一線：行駛至清水區中山路，轉台10乙線（學園街、右轉新興路、左轉中航路）即可抵達。

臺中市公車

鰲峰山公園
- 巨業客運：688

清水鬼洞
- 巨業客運：688

清水高中（學園街）
- 臺中客運：500
- 東南客運：97
- 豐原客運：182、183、185、186、239
- 仁友客運：123

嘉陽高中
- 臺中客運：500
- 東南客運：97
- 豐原客運：182、183、185、186、239
- 仁友客運：123

## 周邊景點
- 牛罵頭遺址
- 清水神社
- 清水街震災紀念碑
- 清水紫雲巖
- 臺中市立清水高級中等學校
- 嘉陽高中
- 石瀨頭公園
- 五福圳自行車道
- 清水地政事務所
- 清水區第一公墓
- 柯蔡宗祠
- 清雲嶺太子殿
- 天極行宮

## 外部連結
- 臺中市清水區公所-鰲峰山公園 （页面存档备份，存于）